# Quadrille

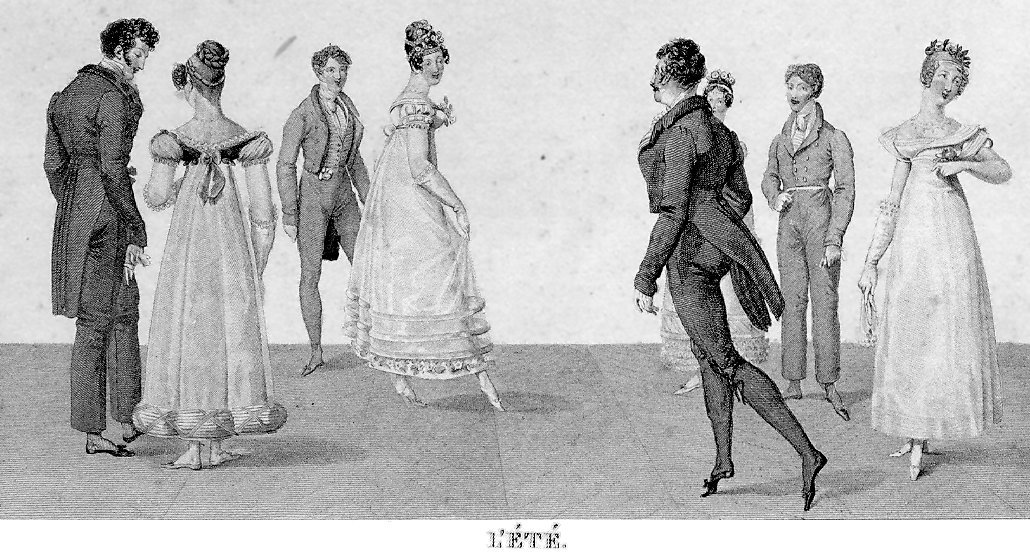
Het onderdeel L´été uit de quadrille

Een quadrille is een authentieke dans, uitgevoerd door vier koppels in de vorm van een vierkant. Het is de (verre) voorloper van square dancing. Een afgeleide vorm is op de Franstalige Kleine Antillen bekend als kwadril.

## Het begin: ruiters met paarden
De term 'quadrille' ontstond in de zeventiende eeuw onder invloed van militaire oefeningen en militaristische parades, waarbij vier ruiters en hun paarden in rechthoekige (vierkante) formaties reden en met meerdere groepen complexe figuren uitvoerden. Het woord vindt zijn oorsprong waarschijnlijk in het Spaanse cuadrille (een verkleinwoord voor het getal vier) en uit het Latijnse quadratus (vierkant). Deze vorm van paardrijden en dressuur wordt nog steeds beoefend als carrouselrijden.

## Van choreografie voor ruiters naar choreografie voor dansers
De uitvoering van de quadrille - en het bezoeken daarvan - werd uiterst populair, waardoor de quadrille ten slotte werd uitgevoerd zonder paarden zodat ´iedereen´ het kon dansen. In de achttiende eeuw (circa 1740) ontwikkelde de quadrille zich tot een meer complexe dans, doordat invloeden van de in die tijd populaire dansen werden toegevoegd, bijvoorbeeld de cotillons. Rond het jaar 1760 werd de quadrille geïntroduceerd in Frankrijk, om later - rond 1808 - ´ontdekt´ te worden in Engeland door Miss Berry. Vijf jaren later werd het voorgedragen aan de Hertog van Devonshire en weldra werd de quadrille meer modieus. In de volgende jaren werd de quadrille een dans vooral aangeleerd door de hogere klasse van de bevolking, maar al snel kon de gehele bevolking de quadrille dansen; we spreken rond het jaar 1816.
De quadrille (in het Frans quadrille de contredanses) was voorts een levendige dans voor vier koppels, gearrangeerd van elkaar als de eindpunten van een vierkant, waarbij ieder koppel zich vestigde op het middelpunt van het vierkant. Eén paar was het hoofdkoppel welke als eerste een dansfiguur voortbracht, waarna de andere koppels het herhaalden. In de oorspronkelijke Franse versie werden slechts twee koppels gebruikt, maar geleidelijk aan werd dat uitgebreid naar vier koppels om tezamen de punten van een vierkant te vormen. De koppels in elke hoek namen om beurten - na het hoofdkoppel - het dansfiguur over. Zo was het dus dat per keer steeds één paar danste, en de andere drie rustten.

Termen die in de quadrille werden gebruikt kwamen veelal uit het ballet. Dansfiguren hadden namen als jeté, chassé, croisé, plié, arabesque, en zo verder.

## Een dans binnen een dans
Toen de quadrille meer en meer populair werd in de negentiende eeuw, begon het elementen te verkrijgen die leken op de wals-vormen van die tijd, zoals Caledonia, Lancer, Länder, Deutscher enzovoorts. Toen de quadrille bekendheid kreeg in Duitsland en Oostenrijk zorgden de danscomponisten van toen (Joseph Lanner en de Strauss-familie) voor een ware hysterie van de quadrille.

Waar het muziekmateriaal zelf nieuw was bij elke gecomponeerde quadrille, werden wel steeds dezelfde dansdelen (of ook dansfiguren) en titels gebruikt. Ook begon de trend te ontstaan dat het publiek het prefereerde slechts naar de muziek te luisteren en te kijken naar de dansers, in plaats van actief mee te dansen.
De onderdelen waren als volgt:

1. Le Pantalon (broek)
2. L´été (zomer)
3. La Poule (kip)
4. La Pastourelle (herderinnetje)
5. Finale

Al de onderdelen waren populaire dansen en liedjes van die tijd (negentiende eeuw). Le Pantalon was een populair liedje, het tweede en derde onderdeel kwamen van populaire dansen. La Pastourelle was een bekende ballade door de kornetspeler Collinet. De afsluiting was een levendige finale.

Soms werd La Pastourelle vervangen door een ander figuur: La Trénis, welke was ontwikkeld door een populaire dansmeester van toen Trenitz. In de Weense versie van de quadrille werden beide figuren (onderdelen) gebruikt, waarbij La Trénis (dit kreeg ook een Franse schrijfwijze) het vierde onderdeel werd, en La Pastourelle het vijfde onderdeel. De Weense quadrille telde dus in totaal zes onderdelen.

## De quadrille - een muziekanalyse
De quadrille was dus ontwikkeld tot een complexe dans. De standaard versie kende vijf verschillende onderdelen, de Weense variatie kende zes verschillende onderdelen. De volgende tabel geeft weer hoe de onderdelen waren opgebouwd.

| Onderdeel | Titel       | Maatsoort  | Thema verloop | Intro         |
| --------- | ----------- | ---------- | ------------- | ------------- |
| 1         | Pantalon    | 2/4 of 6/8 | A→B→A→C→A     | geen          |
| 2         | Été         | 2/4        | A→B→B→A       | geen          |
| 3         | Poule       | 6/8        | A→B→A→C→A→B→A | 2 maten intro |
| 4         | Trénis      | 2/4        | A→B→B→A       | geen          |
| 5         | Pastourelle | 2/4        | A→B→C→B→A     | geen          |
| 6         | Finale      | 2/4        | A→A→B→B→A→A   | 2 maten intro |

Alle thema´s zijn 8 maten lang.

## De Lanciers
Een bijzondere versie is de "Quadrille des Lanciers" met militaire verwijzingen. De figuren heten hier
1. Les tiroirs
2. Les lignes
3. Les moulinettes
4. Les visites
5. Les lanciers

De laatste figuur op het melodietje dat in de Brusselse volksmond verwerd tot "Loop loop loop, de gardevil is daar..."

## Van Quadrille naar Kadril: volkse interpretaties
In de tweede helft van de 19de eeuw ging de plattelandsbevolking in Frankrijk en Vlaanderen de quadrille nabootsen, zo goed en zo kwaad als men kon. Het idee achter de dansfiguren werd daarbij min of meer behouden, melodieën werden door de plaatselijke speelmannen bedacht naar de stijl van de tijd en de mogelijkheden van hun instrumenten. In Vlaanderen werden ook de namen van de figuren verbasterd: "Pastourelle", "Avant-deux" en "Avant-quatre" werden respectievelijk "Pastrel", "Vandeu" en "Vantkat". En ook de naam van de Quadrille werd nu Kadril - een naam die o.a. tot inspiratie diende voor de folkgroep Kadril. Aanvankelijk werden deze "boerenkadrils" in vierkantsopstelling gedanst, zoals het voorbeeld, maar op vele plaatsen verkoos men te dansen in twee lange rijen van koppels.
Vele kadrils werden genoteerd en beschreven door het Instituut voor Vlaamse Volkskunst, het vroegere Vlaams Dans Archief uit Schoten. Er zijn ook enkele volkse versies van de Lancierskadril genoteerd, o.a. te Duffel.